# Josef Humpál
Josef „Pepi“ Humpál (* 30. Januar 1918 in Olmütz; † 20. Dezember 1984 in Neuchâtel) war ein tschechoslowakischer Fußballspieler und -trainer, der während eines erheblichen Teils seiner Karriere bei französischen und Schweizer Vereinen unter Vertrag stand.

## Der Spieler
Der torgefährliche Stürmer, der viele Treffer auch aus ruhenden Bällen erzielte, spielte von 1938 bis 1946 bei SK Baťa Zlín. Für diesen mährischen Klub bestritt er in sieben Spielzeiten – die Saison 1944/45 fiel kriegsbedingt aus – insgesamt 140 Erstligabegegnungen und ist damit dessen Spieler mit den meisten Einsätzen im fußballerischen Oberhaus der Tschechoslowakei. In der Saison 1945/46 gewann er mit Zlín die inoffizielle Vizemeisterschaft hinter Sparta Prag.
Im Jahr 1946 unternahm Baťa Zlín insgesamt drei Tourneen nach Frankreich, wobei das Team 15 von 16 Spielen gewinnen und unter anderem Olympique Marseille besiegen konnte. Neben Humpál wechselte auch Ludvík Dupal und 1947 zudem Antonín Tichý zum FC Sochaux.
Humpál fand sich im dortigen Profifußball auf Anhieb gut zurecht und hatte maßgeblichen Anteil daran, dass sein erster Arbeitgeber im Sommer 1947 die Meisterschaft der Division 2 gewann und in die höchste Spielklasse aufstieg. Er bestritt 41 der 42 Ligaspiele und schoss von den 141 Toren der „Peugeot-Werkself“ erstaunliche 45 selbst. Auch in den folgenden Erstligajahren erfüllte „Pépi“, wie der Mann mit der hohen Stirn von den Anhängern bald liebevoll genannt wurde, die Erwartungen; dabei kam ihm zugute, dass er in der neun Jahre älteren Klublegende Roger Courtois einen Sturmpartner besaß, mit dem er sich bestens verstand und der selbst sowohl torgefährlich als auch ein guter Vorlagengeber war.
In der Saison 1947/48 belegte Sochaux als Aufsteiger einen ordentlichen neunten Platz, Humpál erzielte 20 Treffer und schaffte es damit auf Platz 5 der Torjägerliste. Außerdem kämpfte sich die Elf im Pokal bis ins Viertelfinale vor, in dem sich dann allerdings der FC Nancy als stärker erwies. Im Jahr darauf erreichte der FC in der Division 1 sogar einen fünften Platz, und Josef Humpál wurde aufgrund seiner 26 Treffer gemeinsam mit dem LOSC-Goalgetter Jean Baratte französischer Torschützenkönig. In den folgenden beiden Spielzeiten (1949–1951) ließen die Sochaliéns und mit ihnen ihr Sturmduo leistungsmäßig etwas nach, erreichten 1950 aber noch einmal das Pokalviertelfinale und in der Liga beide Male sichere Mittelfeldplatzierungen.
Zur Saison 1951/52 lockte der Zweitdivisionär SO Montpellier den Tschechen als Spielertrainer in den Süden Frankreichs. Auch in dieser neuen Doppelfunktion war er erfolgreich: seine Elf wurde Zweiter, stieg in die höchste Spielklasse auf und „Pépi“ hatte es 21-mal im gegnerischen Kasten klingeln lassen. Dennoch verließ er nach Saisonende das Languedoc und kehrte in den Nordosten des Landes zurück, um dort Racing Strasbourg gleichfalls auf Anhieb mit 16 Treffern bei der Rückkehr in die Division 1 zu helfen. Daraufhin machten auch die Elsässer ihn für die nächsten zwei Jahre zum Spielertrainer und er wurde neben der Seitenlinie so erfolgreich wie vorher auf dem Rasen: 1953/54 Platz 6, 1954/55 gar Platz 4 und zusätzlich ein erfolgreicher Pokalparcours (unter anderem mit Siegen über FC Sochaux und FC Nancy), der erst im Halbfinale am späteren Cupsieger Lille OSC endete. Humpál hat sich in diesen beiden Jahren immerhin noch in zwölf Erstligabegegnungen selbst aufgestellt und dabei mit 37 Jahren auch noch ein letztes Mal auf diesem Niveau den gegnerischen Torhüter überwinden können.
Ab 1955 hat er mit der AS Béziers wieder eine südfranzösische Mannschaft trainiert, sich auch dort bis 1957 noch zehnmal in der Division 2 selbst aufgestellt, dabei gleichfalls noch einen Treffer erzielt und 1957 den Aufstieg geschafft. Insgesamt hat Josef Humpal in Frankreich als Spieler zwar nur 1949 den Titel des Torschützenkönigs gewonnen, aber ihm sind in 131 Begegnungen der Division 1 67 Tore sowie in 116 Division 2-Partien 83 Treffer gelungen – der Löwenanteil davon zwischen 1946 und 1953 –, was einen ganz ausgezeichneten Trefferquotienten ergibt. Zudem ist er viermal aus der zweiten in die erste Liga aufgestiegen.

### Stationen
- SK Baťa Zlín (1938–1946)
- Football Club de Sochaux-Montbéliard (1946–1951, davon 1946/47 in D2)
- Stade Olympique Montpelliérain (1951/52, in D2)
- Racing Club de Strasbourg (1952–1955, davon 1952/53 in D2)
- Association Sportive Biterroise (1955–1957, in D2)

## Der Trainer
Über Josef Humpáls anschließende Jahre als Trainer ist die Datenlage ebenso wie hinsichtlich sonstiger biographischer Angaben sehr viel dünner und lückenhafter. Nach dem oben angeführten Erstligaaufstieg mit der AS Béziers wurde er dort 1957 Cheftrainer; der prompte Wiederabstieg führte dazu, dass er zu Racing Strasbourg zurückkehrte, mit dem er 1959 in der Division 1 Platz 11 und 1960 Platz 18, was den Abstieg bedeutete, erreichte. Er wechselte anschließend in die Schweiz, wo er mindestens die nächsten zehn Jahre in Neuchâtel – nur gut 70 km von Sochaux entfernt – ansässig war; auch seine späteren Stationen Yverdon und Fribourg liegen in dieser Westschweizer Region.
Er trainierte FC Cantonal Neuchâtel (1961–1965), Neuchâtel Xamax (1965–1969), dann erneut Cantonal Neuchâtel (1969/70, im letzten Jahr vor dessen Fusion mit Xamax). Sein größter Erfolg in diesen Jahren: zweimal nacheinander mit Cantonal aufgestiegen zu sein, 1962 in die Nationalliga B und 1963 in die Nationalliga A – aus der sein Klub aber nach nur einer Saison wieder absteigen musste. Auch den Ortsrivalen Xamax führte er 1966 in die zweithöchste Spielklasse, doch ein Aufstieg ins Oberhaus gelang Humpál in den folgenden Jahren dort nicht mehr.

Nach 1970 werden die Informationen noch spärlicher und reduzieren sich auf zwei weitere Stationen: in der Saison 1973/74 betreute er die Ligaelf von Yverdon-Sport FC und 1982/83 erreichte er mit dem FC Fribourg einen Mittelfeldplatz in der Nationalliga B.
Über die dazwischenliegenden Jahre ist nicht bekannt, ob und wo er tätig war. Kurz vor Weihnachten 1984 ist „Pépi“ Humpál in Neuchâtel gestorben.

## Klub ligových kanonýrů
Am 30. Juli 2019 wurde Humpál in den Klub ligových kanonýrů aufgenommen, nachdem es gelungen war, seine Erstligatore für den SK Baťa Zlín (69), den FC Sochaux (66) und Racing Straßburg (ein Tor) statistisch nachzuweisen.